# 楊思忠
楊思忠（1510年—1576年），字孝夫，號南泉，山西承宣布政使司太原府平定州（今山西省平定縣）人，明朝政治人物、進士出身。

## 生平
山西鄉試第二十四名舉人。嘉靖二十年（1541年）中式辛丑科會試第八十五名，登第三甲第十五名進士。任清苑縣知縣。嘉靖二十四年，任禮科給事中。嘉靖二十六年，任戶科右給事中。嘉靖二十七年，任戶科左給事中。嘉靖二十八年，任禮科都給事中。嘉靖二十九年，因在立儲之事上，贊同尚書徐階反對孝烈皇后祔太廟，之後得罪嘉靖帝。之後每次升遷時，均被否決。嘉靖三十二年，因上疏詞中言語不和，嘉靖帝施楊思忠杖刑一百，被貶為民，俸祿被奪。隆慶元年，起用掌管吏科給事中。同年升任太僕寺少卿。隆慶三年，任通政使司右通政、通政使司通政使。隆慶四年，任都察院右副都御史，巡撫陝西。隆慶五年，任南京戶部右侍郎，提督糧儲。萬曆四年（1576年）卒。

## 家族
曾祖楊鳳；祖父楊文茂，壽官；父楊榮，典史。母劉氏。慈侍下。兄思臣。弟思恕。

## 延伸阅读
[在维基数据编辑]
 《明史卷二百〇七》，出自《明史》